# Février 1936

## Événements
- 13 février, France : croisant le cortège de l'enterrement de Jacques Bainville en sortant de l'Assemblée nationale[1], Léon Blum est attaqué et blessé par des Camelots du roi (militants de l’Action française).

- 16 février :
  - France : manifestation des organisations de gauche pour protester contre le passage à tabac de Léon Blum.
  - Espagne : élections générales et victoire du Frente Popular (PCE, PSOE, Gauche républicaine, Union républicaine, Esquerra), la CNT ayant levé ses consignes d’abstention.

- 18 février : au Paraguay, le gouvernement de Eusebio Ayala est renversé par un coup d’État dirigé par le général Rafael Franco. Franco, héros de la guerre du Chaco, mène une révolution anti-libérale en se faisant le porte-parole des anciens combattants. Un groupe, les Febreristas, apparaît pour soutenir Franco dans ses initiatives réformistes et nationalistes.

- 19 février, Espagne : démission du Premier ministre Manuel Portela Valladares. Le républicain de gauche Manuel Azaña lui succède.

- 20 février (Japon) : victoire des libéraux aux législatives. Pour la première fois, des socialistes entrent au Parlement.

- 21 février (Mexique) : Lázaro Cárdenas encourage le syndicalisme. Il préside à la création de la Confédération des travailleurs du Mexique (CTM).
  - La bourgeoisie industrielle du Nord, autour de Monterrey, s’engage dans un combat politique contre Cárdenas à la suite d’un conflit social où le gouvernement a pris parti contre elle. Elle crée le Parti d’Action Nationale (PAN) en 1939.

- 22 février : érection de l'Archidiocèse de Moncton.

- 26 février : incident du 26 février au Japon. Complot des jeunes officiers à Tôkyô dirigé par le capitaine Shirō Nonaka (en) ; il échoue (123 arrestations le 29 février).

## Naissances
- 1er février : Serge Korber, cinéaste français († 23 janvier 2022).
- 2 février : Théophile Obenga, égyptologue et linguiste congolais.
- 4 février : Michel Méranville, évêque catholique français, archevêque de Fort-de-France.
- 9 février : 
  - Georg Maximilian Sterzinsky, cardinal allemand, archevêque de Berlin († 30 juin 2011).
  - Stompin' Tom Connors, auteur-compositeur-interprète († 6 mars 2013).
- 11 février : Burt Reynolds, acteur américain († 6 septembre 2018).
- 14 février : Andrew Prine, acteur américain († 31 octobre 2022).
- 15 février : Jean-Gabriel Albicocco, réalisateur français († 10 avril 2001).
- 16 février : Fernando Solanas, cinéaste et homme politique Argentin († 6 novembre 2020).
- 17 février : Jim Brown, joueur de football américain († 18 mai 2023).
- 18 février : Ian Hacking, philosophe canadien († 10 mai 2023).
- 20 février :
  - Marj Dusay, actrice américaine († 29 janvier 2020).
  - Larry Hovis, acteur américain. Sergent Andrew Carter dans la série Papa Schultz († 9 septembre 2003).
  - Janet Whitaker, femme politique britannique.
- 26 février : José da Cruz Policarpo, cardinal portugais, patriarche de Lisbonne († 12 avril 2014).
- 27 février : 
  - Roger Michael Mahony, cardinal américain, archevêque de Los Angeles.
  - Naâma, chanteuse tunisienne († 18 octobre 2020).
- 29 février :
  - Jack Lousma, astronaute américain.
  - Alex Rocco, acteur américain († 18 juillet 2015).
  - Yves Rouquette, écrivain occitan.

## Décès
- 9 février : Jacques Bainville.
- 14 février : Alexandre Goutchkov, homme politique russe.
- 27 février : Ivan Pavlov (86 ans), physiologiste russe, pionnier de la psychologie.